# Bundesstraße 316
Die Bundesstraße 316 (Abkürzung: B 316) ist eine Bundesstraße im äußersten Südwesten Deutschlands, in Baden-Württemberg. Sie verbindet Lörrach über den Passübergang am Waidhof mit Rheinfelden. Die Strecke verläuft somit parallel zur A 98 und zur in südlicher Richtung folgenden A 861, die im Jahre 2006 fertiggestellt wurde. Die B 316 ist Teil der Europastraße 54.